# Pleuroflammula ragazziana
Pleuroflammula ragazziana är en svampart som först beskrevs av Giacopo Bresàdola, och fick sitt nu gällande namn av E. Horak 1978. Enligt Catalogue of Life ingår Pleuroflammula ragazziana i släktet Pleuroflammula,  och familjen Inocybaceae, men enligt Dyntaxa är tillhörigheten istället släktet Pleuroflammula,  och familjen Crepidotaceae. Artens status i Sverige är: Ej påträffad. Inga underarter finns listade i Catalogue of Life.